# Keep Fishin'
Keep Fishin' (em português: Continua à Pesca) é uma música da banda americana de rock Weezer, lançada a 14 de Maio de 2002 como o segundo single do seu quarto álbum, Maladroit. A música atingiu o 15.º lugar nas tabelas alternativas americanas. A música chegou ao 24.º lugar no Triple J Hottest 100 da Austrália em 2002.

## Visão Global
A música foi originalmente criada durante as gravações de Maio de 2010 de Washington, D.C. e as BBC Sessions, tal como foi tocada ao vivo em muitos espectáculos no Verão de 2010.
Após a música ter sido propriamente gravada para Maladroit, Rivers Cuomo sentiu que a gravação estava a falhar de alguma forma. Quando a banda decidiu lançar a música como segundo single do álbum, Cuomo teve a oportunidade perfeita para regravar a faixa inteiramente, tornando-a mais ornamental. Esta nova versão, completada na Primavera de 2002, é a então chamada de "versão rádio" apresentada nos vários lançamentos do single e do vídeo musical.
O CD a retalho para os Estados Unidos foi, até à data, apenas o segundo CD de retalho dos Weezer lançado em território americano, sendo o primeiro o CD de duas faixas de "Hash Pipe". Este foi lançado em áreas seleccionadas como uma experiência comercial por parte da editora discográfica.

## Vídeo Musical
O vídeo musical, realizado por Marcos Siega, apresenta os Weezer como convidados de Os Marretas (com o baterista Patrick Wilson a ser mantido em cativeiro pela Miss Piggy no início). Tal como é referido no DVD dos Weezer Video Capture Device, este vídeo marca a estreia da banda na representação em vídeos musicais. A determinado ponto, Kevin Smith foi chamado a realizar o vídeo para a música, mas sem os Marretas.

## Lista de Faixas
CD Single Promocional Unicamente Para Rádio
| N.º | Título                        | Compositor(es) | Duração |  |
| 1.  | "Keep Fishin'" (Versão Rádio) | Rivers Cuomo   | 3:02    |  |
| 2.  | "Keep Fishin'" (Versão Álbum) | Rivers Cuomo   | 2:52    |  |

CD Retalho EUA
| N.º | Título                                | Compositor(es) | Duração |  |
| 1.  | "Keep Fishin'" (Versão Rádio)         | Rivers Cuomo   | 3:02    |  |
| 2.  | "Keep Fishin'" (Versão Franklin Mint) | Rivers Cuomo   | 3:20    |  |

CD Retalho Reino Unido 1
| N.º | Título                            | Compositor(es) | Duração |  |
| 1.  | "Keep Fishin'" (Versão Rádio)     | Rivers Cuomo   | 3:02    |  |
| 2.  | "Photograph" (Ao Vivo)            | Rivers Cuomo   | 2:34    |  |
| 3.  | "Death and Destruction" (Ao Vivo) | Rivers Cuomo   | 4:19    |  |
| 4.  | "Keep Fishin'" (Vídeo CD-ROM)     | Marcos Siega   | 4:26    |  |

CD Retalho Reino Unido 2
| N.º | Título                          | Compositor(es) | Duração |  |
| 1.  | "Keep Fishin'" (Versão Rádio)   | Rivers Cuomo   | 3:02    |  |
| 2.  | "Slob" (Ao Vivo)                | Rivers Cuomo   | 3:34    |  |
| 3.  | "Knock-Down Drag-Out" (Ao Vivo) | Rivers Cuomo   | 2:32    |  |
| 4.  | "Dope Nose" (Vídeo CD-ROM)      | Marcos Siega   | 2:26    |  |

Disco Vinil 7" Single Reino Unido (Vinil Verde)
| N.º | Título                        | Compositor(es) | Duração |  |
| 1.  | "Keep Fishin'" (Versão Rádio) | Rivers Cuomo   | 3:02    |  |
| 2.  | "Photograph" (Ao Vivo)        | Rivers Cuomo   | 2:34    |  |

Nota: "Photograph" foi gravado a 27 de Maio de 2002 em Tóquio, Japão. "Death and Destruction", "Knock-Down Drag-Out" e "Slob" foram gravadas a 20 de Maio de 2002 em Hiroshima, Japão.